# Kanton Aspet
Kanton Aspet (francouzsky Canton d'Aspet) je francouzský kanton v departementu Haute-Garonne v regionu Midi-Pyrénées. Tvoří ho 21 obcí.

## Obce kantonu
- Arbas
- Arbon
- Arguenos
- Aspet
- Cabanac-Cazaux
- Cazaunous
- Chein-Dessus
- Couret
- Encausse-les-Thermes
- Estadens
- Fougaron
- Ganties
- Herran
- Izaut-de-l'Hôtel
- Juzet-d'Izaut
- Milhas
- Moncaup
- Portet-d'Aspet
- Razecueillé
- Sengouagnet
- Soueich